# Sluring (musikalbum)
Sluring är ett musikalbum av folkmusikgruppen Frifot, utgivet 2003 av Amigo. 

## Låtlista
Alla låtar är traditionella om inget annat anges.
1. "Mikkel Per/Kus Erik" (Musik: Trad. – text: Lena Willemark/Trad.) – 4:54
2. "Werlden är underlig" – 1:21
3. "Bohushallingar" – 3:00
4. "Balladen om den förtrollade" – 7:35
5. "Den Signade Dag" – 4:26
6. "Dubbelpipan" (Ale Möller) – 3:53
7. "Baxarramsor från Stockholm" – 1:39
8. "Flickan och pastorn" (Olle Adolphson) – 3:37
9. "Sluring" (Ale Möller) – 2:26
10. "Om jag än fore" – 6:07
11. "Blomstertid" (Musik: Trad. – text: Israel Kolmodin, Johan Olof Wallin, Britt G. Hallqvist) – 2:11
12. "Simlångsvalsen" (Ale Möller) – 3:32
13. "Höga berg" – 3:27
14. "So ir ed" (Lena Willemark) – 1:16
15. "Vallåtspolska" (Pers Erik Olsson) – 2:51
16. "Vallpolska" (Trad./Musik: Lena Willemark – text: Trad.) – 4:57
17. "Aftonkoral" – 2:29

Total tid: 59:43
- Arrangemang:
- Frifot (1, 3, 10, 13a)
- Ale Möller (4, 5, 7, 11, 16a, 17)
- Lena Willemark (2, 13b)

## Frifot
- Per Gudmundson — fiol, altfiol, säckpipa, sång
- Ale Möller — mandola, sälgpipa, kohorn, dubbelhärjedalspipa, folkharpa, skalmeja, munspel, sång
- Lena Willemark — sång, fiol, altfiol, flöjt, härjedalspipa